# Luca Cigarini
Luca Cigarini (Montecchio Emilia, 20 de junho de 1986) é um futebolista italiano que atua como volante. Atualmente joga pelo Crotone.

## Carreira
Cigarini se profissionalizou no Parma, em 2004. Já em 2007, transferiu-se para o Cagliari.
Cigarini representou a Seleção Italiana nas Olimpíadas de 2008.